# ヴァルター・シュロート
ヴァルター・シュロート(ドイツ語: Walther Schroth、1882年6月3日 - 1944年10月6日)は、ドイツの軍人。最終階級は歩兵大将。

## 経歴
1882年6月3日、ドイツ帝国グルムボヴィッツ(現ポーランド・グウェンボビツェ)に生まれる。
1902年にドイツ帝国陸軍へ入隊し、第一次世界大戦で従軍している。
ドイツ国防軍陸軍に入隊したシュロートは第1歩兵師団や第12軍団などの指揮を執った。また彼は、1944年7月20日に起きたヒトラー暗殺未遂事件・7月20日事件に加担した軍人の軍籍を剥奪する名誉法廷の委員も務めている。
1944年10月6日に交通事故で死亡。

## 叙勲
- 鉄十字章
  - 二級鉄十字勲章1914年章
  - 一級鉄十字勲章1914年章
- 鉄十字章略章
  - 二級鉄十字略章
  - 一級鉄十字略章
- 歩兵突撃章
- 騎士鉄十字章
  - 騎士鉄十字章 (1941年7月9日)[1]